# Taijutsu
El Nihon Tai-Jitsu (日本体術 Lit. "técnica corporal" o "habilidad del cuerpo"?) es un arte marcial de origen y filosofía japonesa [cita requerida], pero de concepción occidental. La base fundamental del arte desde el punto de vista técnico está muy vinculada al Daito Ryu Aiki Jujutsu [cita requerida]. Incluye cualquier habilidad y técnica de combate o el sistema de arte marcial con movimientos del cuerpo que se describen como una habilidad de combate mano vacía o sistema. El término es comúnmente utilizado para referirse a un arte marcial tradicional japonés, pero también se ha utilizado en la denominación de las artes marciales modernas tales como la Bujinkan Budo Taijutsu. Los nombres más específicos que Taijutsu se utilizan normalmente para describir un arte marcial, como Jūjutsu (centrado en los agarres y golpes), judo (centrado en el lanzamiento y pelea), Aikido (centrado en los lanzamientos y las llaves comunes), así como el Karate y el Kenpō (se centra en golpear).[cita requerida]

## Historia
El Nihon Taijutsu es un arte marcial de concepción japonesa, cuyos orígenes datan a partir del siglo XVI[cita requerida]. Luego de la abolición del feudalismo en Japón por la restauración Meiji los guerreros samurái, auténticos herederos de la tradición marcial japonesa, se volvieron obsoletos[cita requerida], se les prohibió portar espada y los bugei de sus familias muchas veces se perdieron totalmente. Uno de estos samuráis de nombre Sōkaku Takeda (1859-1943) perteneciente a uno de los clanes más antiguos y renombrados como guerreros, comenzó la enseñanza de la Daito Ryu a personas ajenas a su clan. Entre sus alumnos cabe destacar a Morihei Ueshiba(1883-1969), el que fuese posteriormente fundador del Aikido y maestro de Minoru Mochizuki. A través de este sistema se dio origen al Taijutsu francés, por medio del maestro Minoru Mochizuki, quien lo llevó a Europa en 1951[cita requerida].
Un estudiante de Jujitsu y especialista en educación, Jigorō Kanō (1860-1938), sistematizó, a partir de la unión de técnicas de varios estilos de jujutsu diferentes y el apoyo del poderoso Dai Nihon Butokukai, un arte marcial transformándolo luego en deporte, el Judo, extendido hoy en día por todo el mundo y considerado un excelente método no sólo deportivo, sino sobre todo también educativo.
Kano observó con horror que las artes marciales tradicionales rápidamente desaparecían y que sus técnicas desarrolladas a lo largo de cientos de años se perderían inexorablemente. Kano creó un grupo de estudiosos entre sus alumnos más aventajados, a los que envió a practicar con los maestros de mayor experiencia y prestigio de las diferentes escuelas que aún no se habían extinguido.
Unos de los alumnos de este grupo fue el prestigioso maestro Minoru Mochizuki (1906-2003), el cual fue enviado a estudiar con Morihei Ueshiba, aprendiendo el antiguo arte de Daito Ryu, karate con Gichin Funakoshi, Kenjutsu y Kobudo con los mejores maestros de su época.
Después de la Segunda Guerra Mundial, las artes marciales fueron prohibidas en Japón. En 1951 Mochizuki fue enviado a Francia a enseñar Judo y Aikido, enseñando además otras artes como el Kendo y el Tai-Jitsu como parte del trabajo sin armas de la escuela Daito Ryu, formando un grupo de alumnos que posteriormente divulgarían sus enseñanzas. Entre ello se encontraba un joven, Jim Alcheik (1931-1962), que se convirtió en uno de sus más fieles estudiantes, viajando a Japón y permaneciendo allí varios años una vez que Mochizuki regresó a su país.
A su regreso de Japón, Alcheik fundó la Federación Francesa de Aikido, Tai-Jitsu y Kendo, pero en 1962 Alcheik fallece luego de un atentado en Argelia mientras trabajaba para el ejército francés y uno de sus alumnos destacados, Roland Hernaez (1934 - 2024) se encarga de mantener la organización del Nihon Tai-Jitsu, creando una metodología de enseñanza más acorde a la mentalidad occidental. Esta metodología fue presentada en Japón al Maestro Minoru Mochizuki, el cual la autentificó con el nombre de Nihon Tai-Jitsu, certificando con ello el auténtico origen japonés de sus técnicas.

## Defensa personal
El Nihon Tai-Jitsu es un arte puro de defensa personal que está orientado a obtener la máxima eficacia con el mínimo esfuerzo ante cualquier situación, por eso los practicantes entrenan todas las distancias de confrontación, desde la larga distancia, donde se contempla el uso de puños y piernas como otra posibilidad, hasta la distancia de contacto o cuerpo a cuerpo, en cuyo caso puede ser aún más apropiado la utilización de proyecciones, sin descuidar por supuesto, el trabajo en el suelo. Es el arte del cuerpo. Es el sistema de combate cuerpo a cuerpo original japonés. Las primeras escuelas (ryus) se remontan al siglo XII [cita requerida]. Es un término genérico, ya que cada ryu estaba especializado en un campo en concreto: ataques a zonas duras, blandas, técnicas suaves, etc.
Como arte de defensa, el Nihon Tai-Jítsu representa un completo compendio de golpes, luxaciones, proyecciones, estrangulaciones, Tai-sabaki, que se complementan entre sí para lograr una defensa efectiva ante cualquier intento de agresión mediante golpes, agarres, ataques armados o lucha en el suelo. 
Sus grupos técnicos están compuestos por 24 técnicas de base (agarres de las manos que se defienden por golpe, luxación y proyección), ) y kata (diversas formas de kata individual y con compañero). También ha tenido otras denominaciones como yawara. A partir del siglo XVII o periodo Edo se empezó a llamar como ju jutsu (o Jiu-jitsu). Los conocimientos provienen de las corrientes migratorias que venían desde China y contiene técnicas de golpeo, luxación, proyección, inmovilización y estrangulación.
Organizativamente el Nihon Tai-Jitsu es reglamentado por la Federación Mundial de Nihon Tai-Jitsu con sede en Francia.

## Detalles de la práctica
El Nihon Taijutsu es un arte puro de defensa personal que está orientado a obtener la máxima eficacia con el mínimo esfuerzo ante cualquier situación, por eso los practicantes entrenan todas las distancias de confrontación, desde la larga distancia, donde se contempla el uso de puños y piernas como otra posibilidad, hasta la distancia de contacto o cuerpo a cuerpo, en cuyo caso puede ser aún más apropiado la utilización de proyecciones, sin descuidar por supuesto, el trabajo en el suelo.
El uniforme de práctica empleado en Nihon Tai-Jitsu es el keikogi o Taijitsugi, el arte usa el sistema de cinturones Kyu/Dan como muchas de las artes marciales tradicionales o Gendai budo , empezando por el cinturón blanco (6º Kyu) y ascendiendo a amarillo (5º Kyu), naranja (4º Kyu), verde (3º Kyu), azul (2º Kyu), marrón (1º Kyu) y finalmente el negro (1º Dan) hasta el 10º Dan. Se practica en 15 grupos de Kihon Waza (grupos de 4 movimientos cada uno entrenan diferentes formas de esquives, paradas, golpes, luxaciones, proyecciones, estrangulaciones e inmovilizaciones.
Esto no quiere decir que el Nihon Taijutsu que se conoce actualmente difiera excesivamente del Taijutsu que se practicaba en la época medieval en Japón, aunque sus técnicas se encuentran aún más estructuradas y se ha enriquecido con nuevas aportaciones que se han creado grupos de técnicas básicas para el aprendizaje y la evolución de los practicantes, alrededor de las cuales giran los conceptos fundamentales de este sistema. En definición las técnicas siguen siendo tradicionales, pero en cambio la metodología de la enseñanza es completamente nueva, que permite los practicante una mejor asimilación en su programa, al encontrarse más adaptado a la mentalidad occidental.

## Soto Kansetsu Waza (luxación exterior)
- Robuse
- Kote Gaeshi
- Yuki Chigae
- Tembin Gatame

## Uchi Kansetsu Waza (luxación interior)
- Kote Gatame
- Ude Gatame
- Ude Garami
- Yama Arashi

## Soto Nage Waza (proyección exterior)
- O Soto Gari
- Mukae Daoshi
- Hachi Mawashi
- Ko Soto Gari

## Uchi Nage Waza (proyección interior)
- Ippon Seo Nage
- O Goshi
- Tai Otoshi
- Shiho Nage
- Harai Goshi

## Soto Shime Waza (estrangulación exterior)
- Hadaka Jime
- Sode Guruma Jime
- Kata Ha Jime
- Eri Jime

## Katame Waza (inmovilizaciones)
- Kote Gaeshi Gatame.
- Tate gGassho Gatame.
- Kote Mawashi Gatame.
- Sangaku Gatame.

## Ashi Kansetsu Waza (luxaciones de pierna)
- Kata Ashi Hishigi

Kata Ashi Hishigi (Variante)
- Hiza Hishigi
- Ashi Dori Garami

## Katas
En Tai Jitsu existen 12 katas.
Básicos:
- Tai Jitsu Primer Kata
- Tai Jitsu Segundo Kata
- Tai Jitsu Tercer Kata
- Kihon kata Ichiban

Fundamentales:
- Tai Jitsu No Kata Shodan
- Tai Jitsu No Kata Nidan
- Tai Jitsu No Kata Sandan
- Tai Sabaki No Kata
- Tai Jitsu No Kata Yodan

Superiores
- Juni No Kata
- Yori No Kata
- Tai Jitsu No Kata Godan